# Bivacco Duccio Manenti

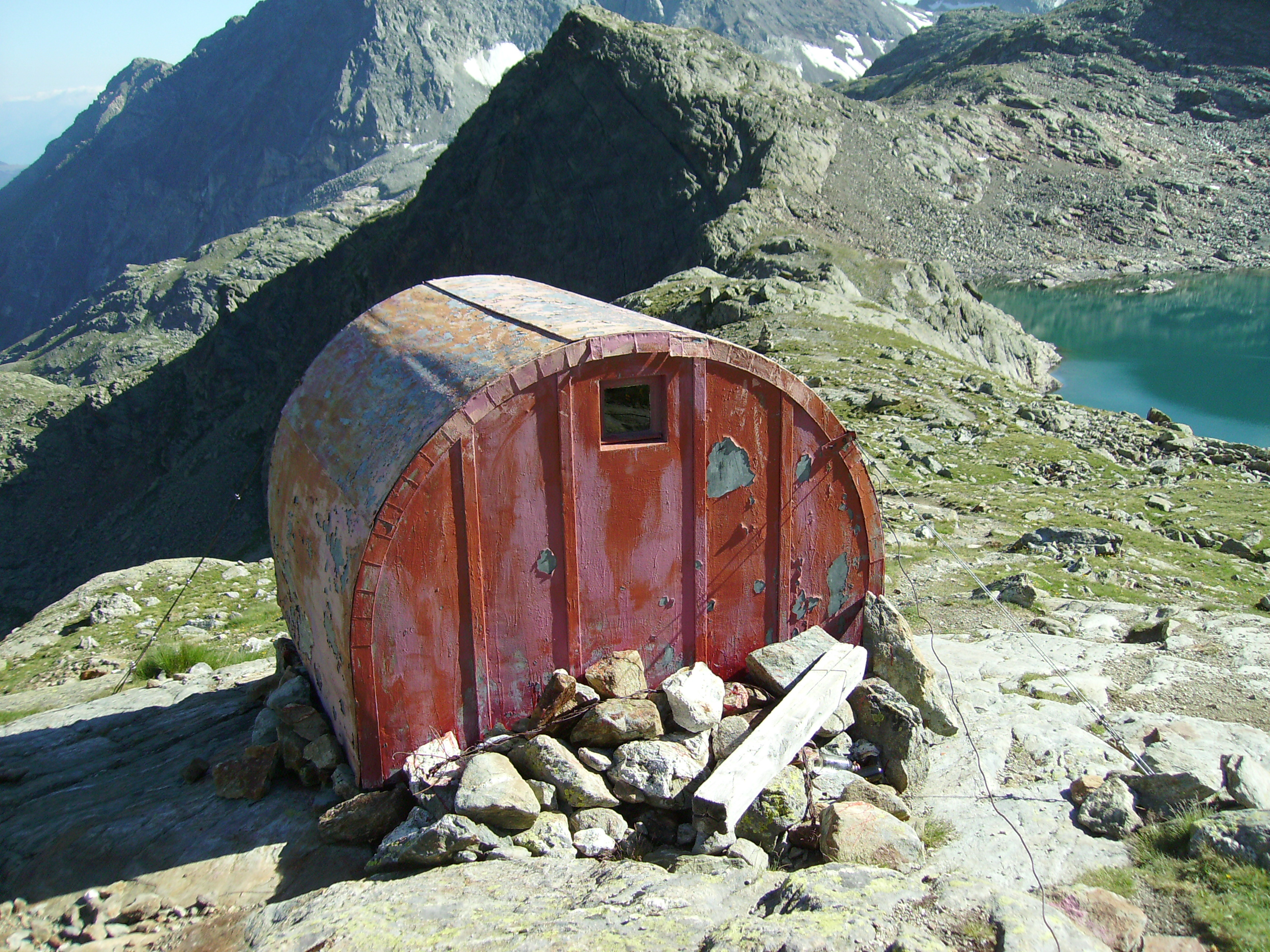
Bergseitige Ansicht

Das Bivacco Duccio Manenti ist eine Biwakschachtel der Sektion Turin des Club Alpino Italiano (CAI) im Aostatal auf dem Gemeindegebiet von Valtournenche. Es liegt am Ufer des Lago di Balanselmo, im nördlichen Bereich des vom Lago di Cignana gebildeten Beckens. Die Biwakschachtel liegt unweit des im Jahr 1990 errichteten, höher gelegenen Rifugio Perucca-Vuillermoz.

## Geschichte
Das Biwak wurde im August des Jahres 1955 eingeweiht. Benannt wurde es nach dem Alpinisten Duccio Manenti, der 1949 an der Cresta di Rochefort abstürzte.

## Beschreibung
Die ganzjährig zugängliche Biwakschachtel ist eine mit Blech gedeckte Holzkonstruktion mit zwei bis maximal drei Lagern. Sie ist Eigentum der Sektion Turin des CAI.

## Zugang
Der Zustieg ist identisch mit dem Zustieg zum Rifugio Perucca-Vuillermoz und führt von Valmartin (1495 m) über den Lago di Cignana und das Rifugio Barmasse und dauert etwa dreieinhalb Stunden.